# Sanmarinské muzeum historických zbraní
Sanmarinské muzeum historických zbraní se nachází v druhé sanmarinské pevnosti La Cesta na vrcholu Monte Titana La Fratta (755,24 m n. m.). Nachází se v něm cca 700 historických kusů, které jsou umístěny ve čtyřech místnostech v prvním a druhém patře pevnosti. Otevřeno bylo v roce 1956 díky dohodě se sběratelem ze San Marina Giovannim Carlo Giorgettim. V muzeu jsou kromě zbraní i uniformy, brnění a experimentální prototypy.

## První místnost
Místnost se nachází v přízemí, je v ní bohatá sbírka sečných/bodných zbraní a halaparten od mocných seker z 15. století až po tenké a elegantní halapartny ze 17. století. Mezi nimi jsou zvláště zajímavé válečné sekery, nože s extrémně silnými čepelemi a ukázky některých prvních halaparten charakteristických podsaditým a hrubým zjevem. Čím dál tím více jemnější vzhled těchto zbraní svědčí o jejich úpadku ve prospěch střelných zbraní.

## Druhá místnost
Místnost se nachází v přízemí, je v ní sbírka brnění a částí brnění. Italské, anglické a německé pozůstatky z let 1490 až 1630 prozrazují zběhlost evropských manufaktur na brnění v práci s ocelí. Zvláště vzácný je mezi brněními krunýř pro děti vyrobený z ryté a pozlacené oceli v Anglii kolem roku 1540 v Královské továrně na zbraně v Greenwichi.

## Třetí místnost
Místnost se nachází v přízemí a zobrazuje vývoj střelných zbraní. Základní arkebuzy z 15. století a revoluční zbraně z 18. století ukazují vysoký stupeň technologií dosažený zbrojíři. Mezi nejprestižnější předměty sbírky patří výjimečná puška (zadovka) vyrobená kolem roku 1720 v továrně v Jižním Bavorsku. Také zde naleznete vzácnou sbírku malých mečů side-sword.

## Čtvrtá místnost
Místnost se nachází v prvním poschodí a zobrazuje poboční a střelné zbraně z období od 18. do 20. století. Zajímavé jsou ve sbírce první zadovky, americké zbraně a první opakovací zbraně. Kromě toho jsou zde i některé příklady zbraní a vojenské výstroje z napoleonského období.